# 공각기동대 S.A.C. Solid State Society
공각기동대 S.A.C. Solid State Society(攻殻機動隊 S.A.C. Solid State Society)는 시로 마사무네의 공각기동대 세계관에 기초한 2006년 포스트사이버펑크 재패니메이션이다. 프로덕션 I.G가 제작하고 가미야마 겐지가 감독했으며 2006년 도쿄 애니메 페어에서 처음 발표되었다. 약 3억 6천만 엔의 예산이 투자되었다.
전작인 《공각기동대 Solid State Society》나 《공각기동대 S.A.C. 2nd GIG》와 마찬가지로 고품질 영상을 만들어내기 위해 페이퍼뷰 방식으로 방영했다. 2006년 아니메 엑스포에서는 이 작품을 마지막으로 SAC 시리즈를 끝맺기로 결정한 것은 아니라는 발표가 있었다.

## 줄거리
시간적인 배경은 《공각기동대 SAC 2nd GIG》로부터 2년이 흐른 뒤로, 쿠사나기 모토코는 공안 9과를 떠났다. 2년 간 9과는 훨씬 더 큰 규모로 재편하면서 토그사를 새 지휘관으로 삼았다. 새 공안 9과는 '초(超)위저드급 해커'인 '꼭두각시 광대'(일본어: 傀儡廻 구구쓰마와시[*])가 배후에 있는 것으로 추정되는 여러 기괴한 사건을 맞닥뜨린다.
- 손에 범(梵)이라는 글자를 문신으로 새긴 시아크 공화국의 특수 공작원 13명이 일본에서 연쇄적으로 자살한다.
- 무려 2만 명에 달하는 어린이들이 일본에서 아무도 모르게 납치됐다.

한편, 9과의 고참 대원인 바트는 모토코가 9과를 떠난 이후 그녀가 개입한 흔적이 보이는 사건을 계속 추적해왔다. '꼭두각시 광대' 사건 역시 모토코가 관련돼 있다고 판단한 바트는 수사에 적극적으로 참여하다 극적으로 모토코와 재회한다. 그러나 그녀는 바토에게 "Solid State에 다가가지 말라"는 뜻 모를 경고만 남기고 다시 사라져버린다. 조사가 계속되면서 바트는 모토코가 '꼭두각시 광대'가 아닌지 의심하게 된다.